# Joan Monné Bonillo
Joan Monné Bonillo (Molins de Rei, 1968) és un pianista de jazz. Compaginà els estudis clàssics amb els de jazz a l'escola Zeleste i al Taller de Músics. Ha rebut classes de músics com Dave Liebman, Mulgrew Miller, John Abercrombie, Ed Thigpen, Tete Montoliu, Kurt Rosenwinkel o Brad Mehldau. Professor a diverses escoles, com els conservatoris de Cervera i Igualada, el Taller de Músics de Barcelona (on és coordinador de l'Àrea de Conjunt Instrumental) o l'Escola Superior de Música de Catalunya (ESMUC).

## Com a intèrpret
A part de liderar el seu trio i de formar part de grups com Alguímia o Carme Canela Quartet, ha actuat amb solistes com Dick Oatts, Don Braden, James Moody, Jean Toussaint, Bill McHenry, Joe Magnarelli, Peter King, Jesse Davis, Scott Hamilto, Harry Allen o Deborah Carter, a festivals i mostres
internacionals de jazz i a nombrosos clubs i auditoris, tant a Catalunya com a diversos països.

## Com a compositor
Finalista del premi SGAE 1993 de composició de jazz amb el tema La cara oculta (Per què no?).
Ha musicat una sèrie de curts per a cinema en l'espectacle 8/8: Les altres visions (27è Festival Internacional de Jazz de Barcelona, novembre de 1995) i ha compost la música de l'obra de teatre Històries d'amor, de Toni Cabré.
Ha estat guardonat amb diversos premis, com el de la Primera Mostra de Jazz per a Joves (1993); el de millor CD de l'any 1995 de l'AMJC (Associació de Músics de Jazz de Catalunya), amb "Son Song" de Joan Monné Trio; el de Disc Català de l'Any 1996 de Ràdio 4, amb "Introducing" de Carme Canela; el de Disc Català Jove de l'Any 1997, amb U d'Alguímia; el de millor intèrpret de piano de l'any 2000 de l'AMJC; i el de millor grup de l'any 2006, amb Joan Monné Nou Nonet.
Fora de l'àmbit del jazz, ha participat en diversos programes de televisió, ha compost música per a teatre. Ha actuat amb formacions com l'Orquestra de Cambra del Teatre Lliure, l'Orquestra Simfònica de València o l'OBC. Col·laboracions amb artistes com Donna Hightower, Raimon, Ia i Batiste, Lucrecia, Nina o Ute Lemper.

## Discografia
- Estan tocant la nostra cançó (1990)
- SGAE Jazzautor (1993)
- Vicenç Solsona Quartet (1994)
- Ia i Batiste Esfera Malheur (1995)
- Joan Monné Son Song (1995)
- Carme Canela Introducing (1995)
- Pep O'Callaghan Group Tot just (1997)
- Alguímia U (1997)
- Alguímia Dos (1998)
- Alguímia Standards (1998)
- Lucrecia Cubáname (1999)
- Pep O'Callaghan Group Port'o'clock (1999)
- Joan Abril quintet Eric (2000)
- Joan Monné Mireia (2000)
- Joe Smith Happy (2002)
- Nina Quan somnïis fes-ho amb mi (2002)
- Carme Canela Iris (2003)
- Nina 20 anys i una nit (2003)
- Raimon canta Espriu (2004)
- Vicenç Solsona Insomne (2005)
- Jon Robles I remember Leonard (2005)
- Les Jams del Seminari (2006)